# Venuca Evanán
Venuca Evanán (Lima, 11 de julio de 1987) es una artista visual, ilustradora, educadora y activista peruana, de raíces ayacuchanas. Se le reconoce por preservar y revolucionar la tradición de las tablas de Sarhua, expresión artística de la comunidad con el mismo nombre, ubicada en la región de Ayacucho en el sur del Perú.

## Biografía
Es la cuarta y última hija de Primitivo Evanán Poma, destacado promotor de las Tablas de Sarhua, y Valeriana Vivanco Espinoza, una de las primeras mujeres en pintar las tablas de Sarhua, de quienes heredó esta tradición.
Con una trayectoria de más de veinte años de arte tradicional, su trabajo se ha especializado en pintura con tierras de colores naturales y plumas de aves, con el desarrollo de las técnicas tradicionales de pintura de las Tablas de Sarhua y experimentando sobre diversos soportes que incluye piedra, madera, textil, etc.
Venuca destaca en un arte tradicionalmente masculino, y ha plasmado en las tablas escenas no solo relacionadas con las costumbres de su comunidad, sino también con el erotismo, el feminismo, la violencia de género, las luchas LGBTQ+, ha dado un espacio a las representaciones de las vivencias de mujeres migrantes y la mujer andina en la sociedad. Igual que su padre ha dedicado su vida a la difusión de los saberes tradicionales de Sarhua y a la exposición de su trabajo individual o colectivamente en el Perú  y extranjero.
Venuca recibió reconocimientos en el Concurso Nacional de Nacimientos «Navidad es Jesús», quedando dos veces en el tercer puesto, también obtuvo el premio Kuna Expression de ArtLima en 2019 y el premio Ipcna de Arte Contemporáneo en 2020.
En la actualidad ella reside en Chorrillos, distrito de Lima, donde tiene su taller.

## Premios
- 2019. Premio Kuna Expressions de ArtLima[7]
- 2020. Premio de Arte Contemporáneo del ICPNA[1]